# Ilja Leonard Pfeijffer

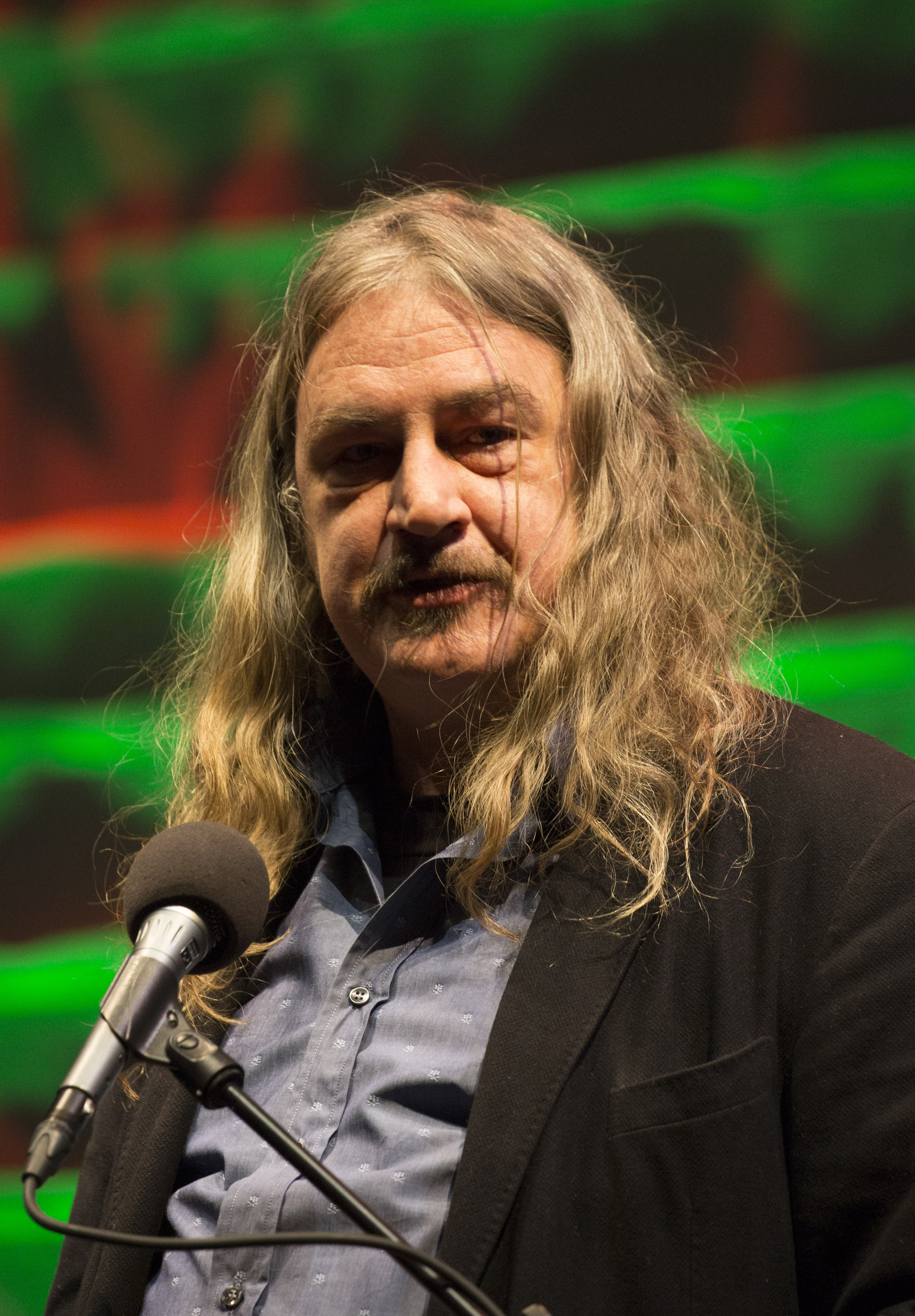
Ilja Leonard Pfeijffer (2016)

Ilja Leonard Pfeijffer (geboren 17. Januar 1968 in Rijswijk) ist ein niederländischer Schriftsteller und Dichter. Er studierte, lebte und arbeitete in Leiden, bis er im Jahr 2008 nach Genua übersiedelte, wo er heute lebt.

## Leben
Pfeijffer debütierte 1998 mit einem Gedichtband, der 1999 ausgezeichnet wurde.
Neben seiner Beschäftigung als Dichter war Pfeijffer für einige Zeit Lehrer und Dozent für Klassisches Griechisch an der Universität Leiden. Er schrieb seine Dissertation über das poetische Werk von Pindar und publizierte ein Lehrbuch zur Geschichte der Klassischen Literatur.
Seit dem 5. Januar 2018 veröffentlicht Pfeijffer alle zwei Wochen freitags ein Sonett zu einem aktuellen Thema im NRC Handelsblad.

## Werke
Falls nicht anders angegeben, sind alle Bücher bei De Arbeiderspers, Amsterdam, erschienen.

### Lyrik
- Van de vierkante man (1998)[3]
- Het glimpen van de welkwiek (2001)
- Dolores (2002)
- In de naam van de hond (2005)
- Idyllen. Nieuwe poëzie (2015)
- Giro giro tondo, een obsessie (Sonettenkranz. CPNB & Poetry International, Amsterdam 2015)
- zusammen mit Erik Jan Harmens: Duetten (Duette, Lebowski, Amsterdam 2016)
- Van oorlog en liefde. Een heldendicht (Von Krieg und Liebe. Ein Heldengedicht, 2017)[4]
- Sonnetten 2018 (Kubla Khan, Amsterdam 2019)
- Sonnetten 2019 (Kubla Khan, Amsterdam 2020)
- Sonnetten 2020 (Kubla Khan, Amsterdam 2021)[5]

Sammel- und Auswahlbände
- De man van vele manieren. Verzamelde gedichten 1998–2008 (2008)[6]
- Van de eerste tot de laatste liefde. Een amoureuze keuze uit de gedichten (Von der ersten bis zur letzten Liebe. Eine amouröse Auswahl aus den Gedichten. 2022)

### Prosa
- Rupert. Een bekentenis (Roman, 2004)
- Het geheim van het vermoorde geneuzel. Een poëtica (Essays, 2003)
- Het grote baggerboek (Roman, 2004)
- Het ware leven, een roman (Roman, 2006)
- Second Life. Verhalen en reportages uit een tweede leven (Essays, 2007)
- De filosofie van de heuvel. Op de fiets naar Rome (Reisegeschichte, mit Gelya Bogatishcheva, 2009)
- Harde feiten. 100 romans. (Kurzgeschichten, 2010)
- Het ministerie van Specifieke Zaken (Sammlung politischer Kolumnen aus NRC Next, 2011)
- Hoe word ik een beroemd schrijver? (2012)
- La Superba (Roman, 2013)[7]
  - deutsch: Das schönste Mädchen von Genua. Roman. Übersetzt von Rainer Kersten. Aufbau Verlag, Berlin 2016, ISBN 978-3-351-03626-3
- Brieven uit Genua (Briefe aus Genua, 2016)[8]
- Grand Hotel Europa (2018)[9]
  - dt.: Grand Hotel Europa. Roman. Übersetzt von Ira Wilhelm. Piper, München 2020, ISBN 978-3-492-07011-9
- Quarantaine. Dagboek in tijden van besmetting (Quarantäne. Tagebuch in Zeiten der Kontamination, 2020)[10]
- Monterosso mon amour. Een novelle. Stichting CPNB 2022 (Reihe „Boekenweekgeschenk“)
  - dt.: Monterosso mon amour. Eine Novelle. Aus dem Niederländischen von Ira Wilhelm. Piper, München 2022, ISBN 978-3-492-07174-1
- Alkibiades. De Arbeiderspers, 2023, ISBN 978-9029549868.

### Theaterstücke
- De eeuw van mijn dochter (2007)
- Malpensa (2008)
- Blauwdruk voor een nog beter leven (2014), eine Bearbeitung des Stückes Design for Living von Noël Coward (1932)

### Musiktheater
- Trapeze nach neuer Musik verschiedener niederländischer Komponisten
- De Dichter nach Musik von Wolfgang Amadeus Mozart

### Wissenschaft
- Three Aeginetan odes of Pindar: a commentary on Nemean V, Nemean III, & Pythian VIII (1996) (Dissertation Rijksuniversiteit Leiden)
- De Antieken. Een korte literatuurgeschiedenis (2000)

### Dokumentation
- Second Life. Verhalen en reportages uit een tweede leven (2007)

## Zitate
- "Onbegrijpelijke poëzie is altijd beter dan makkelijke poëzie"[11] (Übers. "Unverständliche Poesie ist jederzeit besser als leichte Poesie").

## Preise und Auszeichnungen
- 1999: C.-Buddingh’-Preis für Van de vierkante man[12]
- 2002: Anton-Wachter-Preis für Rupert
- 2003: Gerard-Walschap-Preis (Literatuurprijs Gerard Walschap-Londerzeel / Seghers-Literatuurprijs) für Rupert
- 2005: Tzumpreis für den besten literarischen Satz 2004
- 2014: Tzumpreis für den besten literarischen Satz 2013
- 2014: Libris-Literaturpreis für La Superba[13]
- 2015: De Inktaap (Jugendpreis) für La Superba
- 2015: Jan-Campert-Preis für Idyllen
- 2015: Awater-Poesiepreis für Idyllen[14]
- 2016: VSB-Poesiepreis für Idyllen

### Nominierungen
- 1999: VSB-Poesiepreis für Van de vierkante man
- 2000: Paul-Snoek-Poesiepreis für Van de vierkante man
- 2003: Longlist Libris-Literaturpreis für Rupert
- 2003: J.C. Bloempreis für Het glimpen van de welkwiek
- 2003: Hugues C. Pernathpreis für Het glimpen van de welkwiek
- 2003: Debütantenpreis 2003 für Rupert
- 2004: Longlist Libris-Literaturpreis für Het grote baggerboek
- 2004: Shortlist Gouden Uil für Het grote baggerboek
- 2004: Shortlist AKO-Literaturpreis für Het grote baggerboek
- 2013: Shortlist AKO-Literaturpreis für La Superba
- 2013: Shortlist Gouden Uil für La Superba